# Plumorsolus gondwanensis
Genre
Espèce
Plumorsolus gondwanensis, unique représentant du genre Plumorsolus, est une espèce fossile d'araignées aranéomorphes de la famille des Plumorsolidae.

## Distribution
Cette espèce a été découverte dans de l'ambre du Liban. Elle date du Crétacé.

## Étymologie
Son nom d'espèce, composé de gondwan[a] et du suffixe latin -ensis, « qui vit dans, qui habite », lui a été donné en référence au lieu de sa découverte, le Gondwana.

## Publication originale
- Wunderlich, 2008 : The dominance of ancient spider families of the Araneae: Haplogyne in the Cretaceous, and the late diversification of advanced ecribellate spiders of the Entelegynae after the Cretaceous–Tertiary boundary extinction events, with descriptions of new families. Beiträge zur Araneologie, vol. 5, p. 524–675 (en).